# Церковь Святого Георгия (Колтуши)
Церковь Святого Георгия — лютеранский храм в деревне Колтуши Всеволожского района, центр прихода Келтто (фин. Keltto) Евангелическо-лютеранской церкви Ингрии.

## История
Точное время основания Колтушского лютеранского прихода неизвестно, так как в пожаре 1771 года сгорели все церковные документы, однако по сохранившимся сведениям в 1623 году приход уже существовал.
В период шведского правления церковь располагалась в деревне Новая (фин. Uusikylä), на южном берегу Колтушского озера.
Первое здание кирхи сгорело во время Северной войны.
В 1724 году в приход был назначен первый постоянный пастор — Самуэль Вастин.
В 1768 году к востоку от соседней деревни Колбино была построена новая деревянная кирха во имя Святого Георгия.
Здание храма, рассчитанное на 800 человек, было отреставрировано в 1884—1885 годах и расширено в 1889 году (по другим данным капитальный ремонт проводился в 1839 и 1884—1885 годах).
В отличие от многих других приходов в Колтушском служил не один, а два священника, так как с 1808 по 1908 год приход Келтто был объединён с приходом Ряяпювя (фин. Rääpyvä).
Приход входил в Шлиссельбургское пробство.
С 1877 года в приходе работала воскресная школа (настоятель Й. В. Мурман, помощник П. Ватанен).
Богослужения проходили каждое воскресенье, в храме имелся орган.
В 1938 году кирха была закрыта, а в 1939 году разобрана на сооружение военных укреплений.

## Прихожане
Приход Келтто, по состоянию на 1938 год, включал в себя 50 деревень:

Аро, Большое Манушкино, Большие Пороги, Бор, Вирки, Воейково, Дубровка, Ерохово, Ёксолово, Заневка, Кальтино, Канисты, Колтуши, Кирполье, Колбино, Коркино, Красная Горка, Кудрово, Куйворы, Лиголамби, Малое Манушкино, Малые Озерки, Малые Пороги, Маслово, Мяглово, Новая Пустошь, Новосергиевка, Овцыно, Озерки, Озерки-1, Оранжерейка, Орово, Островки, Пундолово, Пустошка, Разметелево, Русская Кирка, Рыжики, Старая, Суоранда, Тавры, Токкари, Хапо-Ое, Хирвости, Хяники, Хязельки, Чёрная Голова, Шагрово, Янино-1, Янино-2.

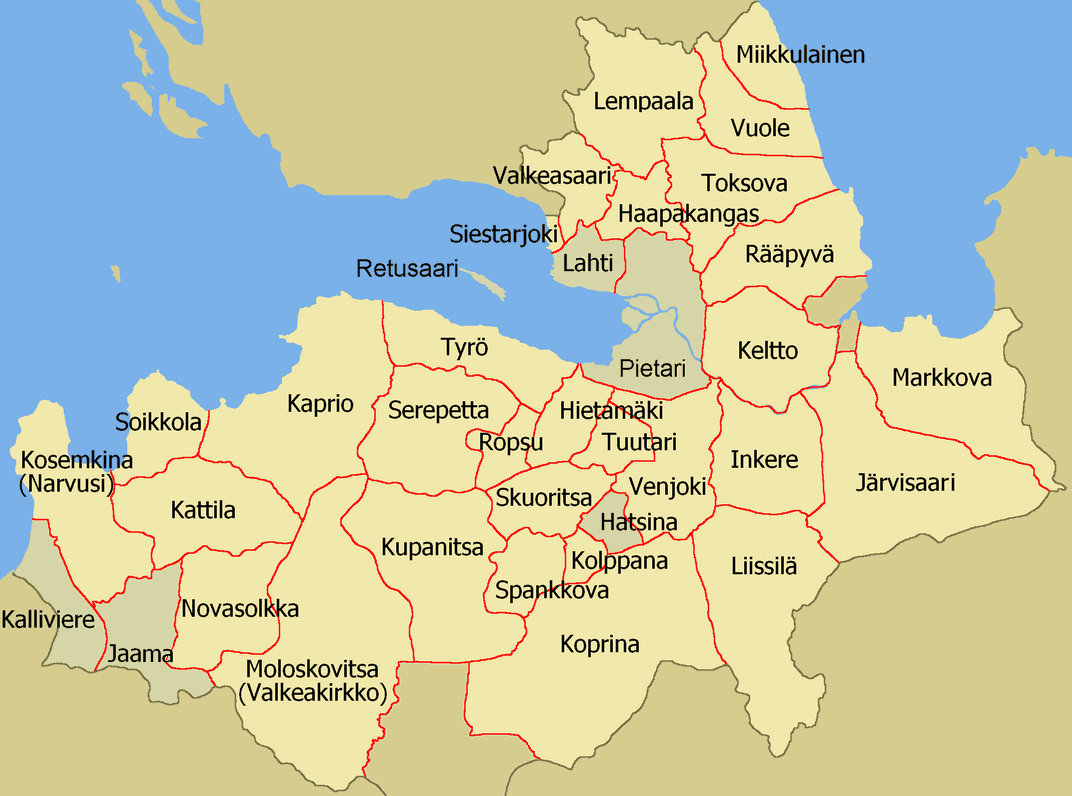
Карта приходов Церкви Ингрии (1930-е годы)

Изменение численности Колтушского прихода с 1842 по 1928 год:

## Духовенство

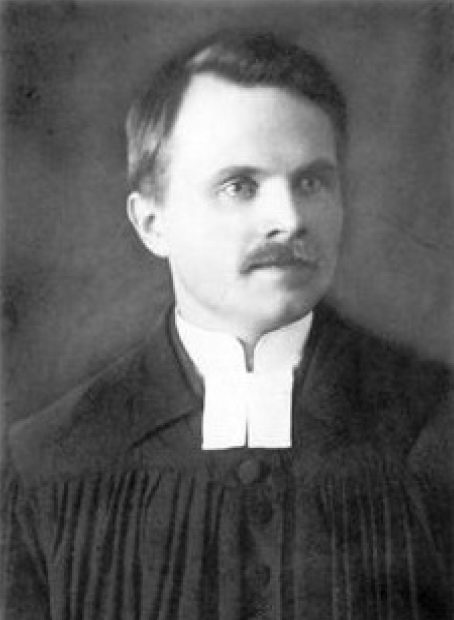
Пастор Колтушского прихода, епископ С. Я. Лауриккала
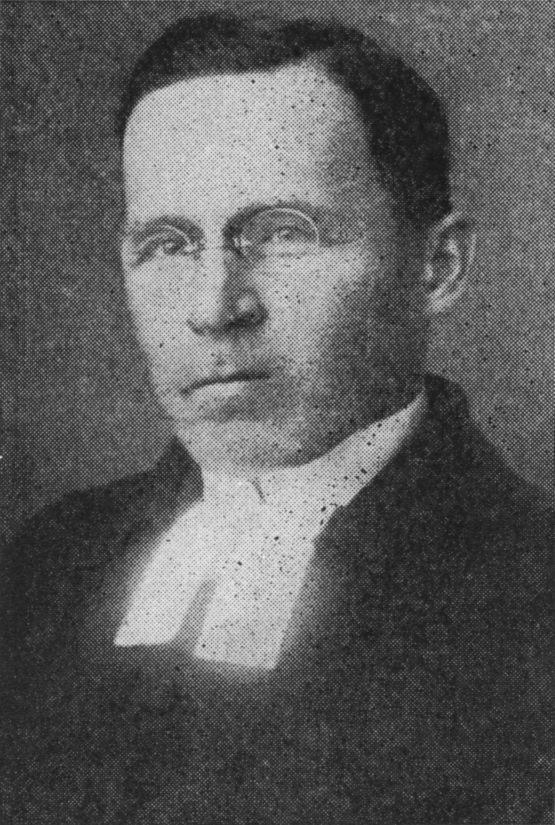
Пастор (1932—1936) Юхана Варонен
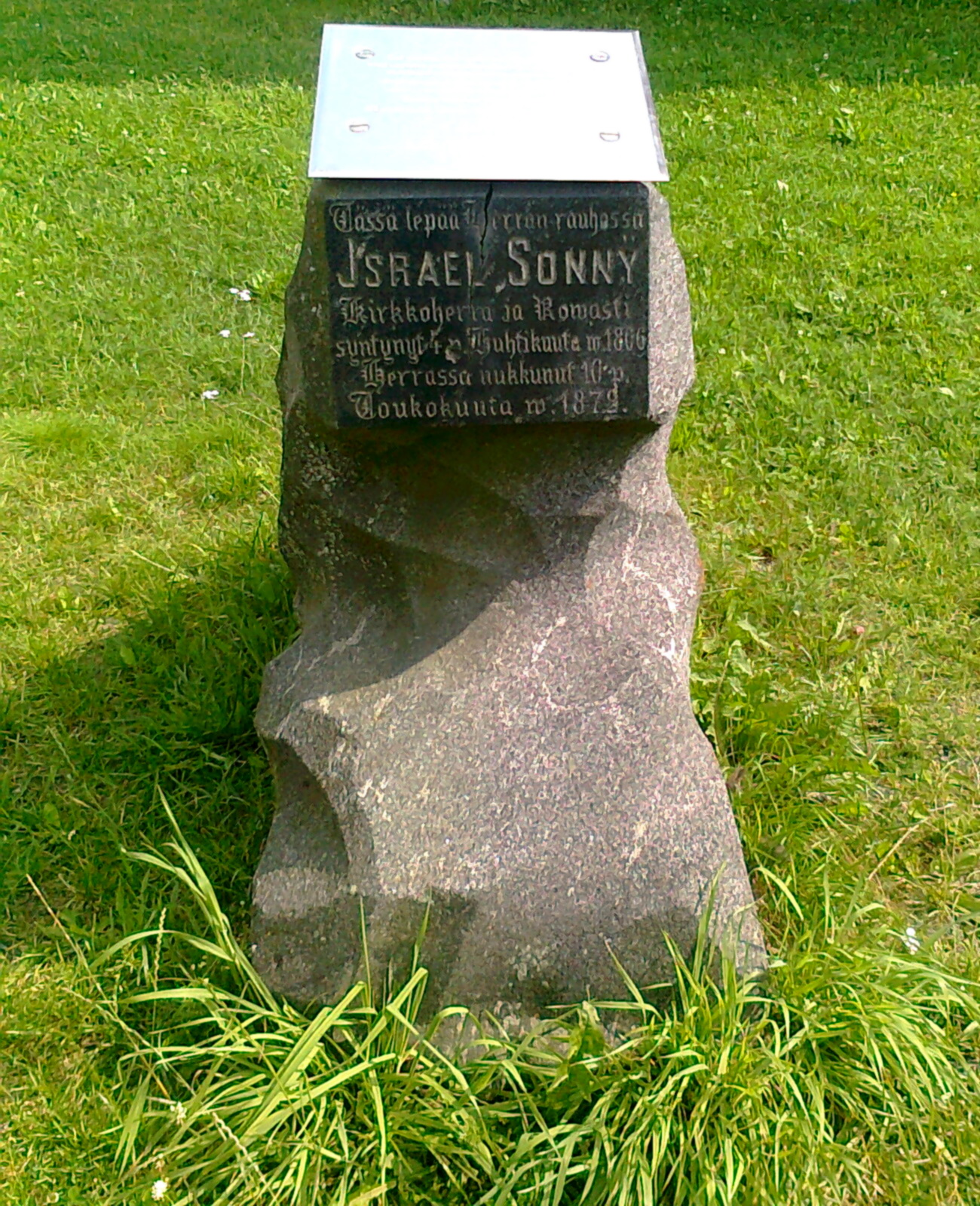
Могила настоятеля Колтушского прихода И. Сонни (1806—1872)

| Настоятели и адъюнкты прихода | Настоятели и адъюнкты прихода               |
| Даты                          | Пастор                                      |
| ----------------------------- | ------------------------------------------- |
| 1623                          | Томас Эриксон                               |
| 1641—1646                     | Якобус Олай                                 |
| 1649                          | Хенрикус                                    |
| 1663—1690                     | Андреас Йоханнис Лиматиус                   |
| 1724                          | Самуэль Вастин (пастор)                     |
| 1730—1741†                    | Йохан Агандер (настоятель)                  |
| 1742—1769†                    | Маттиас Орман (настоятель)                  |
| 1747                          | Йохан Санделиус (адъюнкт)                   |
| 1753                          | Маттиас Анстеен (адъюнкт)                   |
| 1754—1763†                    | Хенрик Сильске (адъюнкт)                    |
| 1763—1765                     | Эрик Блом (адъюнкт)                         |
| 1765—1774†                    | Давид Ваттолин (адъюнкт, и. о. пастора)     |
| 1770                          | Абрахам Бранстака (адъюнкт)                 |
| 1774                          | Йохан Сален (адъюнкт, и. о. пастора)        |
| 1775—1791†                    | Хенрик Йохан Винтер (настоятель)            |
| 1781—1782                     | Эрно Фабиан Нордстрём (адъюнкт)             |
| 1791—1795†                    | Карл Хегерман (и. о. пастора)               |
| 1795—1810†                    | Йохан Якоб Сёдербом (и. о. пастора)         |
| 1810—1816                     | Георг Авенариус (и. о. пастора)             |
| 1813                          | Иммануэль Пасселберг (адъюнкт)              |
| 1815—1816                     | Йохан Сундблад (адъюнкт)                    |
| 1817—1818                     | Адольф-Фредрик Хорнборг (и. о. пастора)     |
| 1818—1837†                    | Георг Даниэль Саломон Лундберг (настоятель) |
| 1835—1837                     | Александер Моберг (адъюнкт, вице-пастор)    |
| 1837—1872†                    | Израэль Сонни (настоятель)                  |
| 1853                          | Йохан Людвиг Николаус Грюндстрём (адъюнкт)  |
| 1856—1857                     | Эверт Брунолф Конов (адъюнкт)               |
| 1857                          | Аугуст Габриэль Исак Мерон (адъюнкт)        |
| 1858—1860                     | Карл Йохан Седерблад (адъюнкт)              |
| 1860                          | Адольф Сонне (адъюнкт)                      |
| 1872—1873                     | Йохан Эрик Альстрём                         |
| 1873—1892†                    | Йохан Вилхелм Мурман (настоятель)           |
| 1883—1907                     | Пааво Ватанен (адъюнкт)                     |
| 1893—1895                     | Густав Леннарт Лилиус (адъюнкт)             |
| 1896—1897                     | Антеро Юхана Рятю (адъюнкт)                 |
| 1892—1902                     | Иисакки Пуустинен (адъюнкт)                 |
| 1904—1916                     | Отто-Александер Лоухелайнен (адъюнкт)       |
| 1908—1914                     | Ээвертти Пярнянен (пом. пастора)            |
| 1916—1917                     | Виктор Армас Аавикко (и. о. пастора)        |
| 1918                          | Алексантери Вехнияйнен (настоятель)         |
| 1918—1931                     | Селим Ялмар Лауриккала                      |
| 1931                          | Фредрик Сойттонен                           |
| 1931—1932                     | Пааво Хайми (арестован)                     |
| 1932—1936                     | Юхана Варонен (эмигрировал)                 |
| 1936                          | Алексантери Корпелайнен                     |
| 1937—1938                     | Абрахам Коскелайнен                         |

## Фото

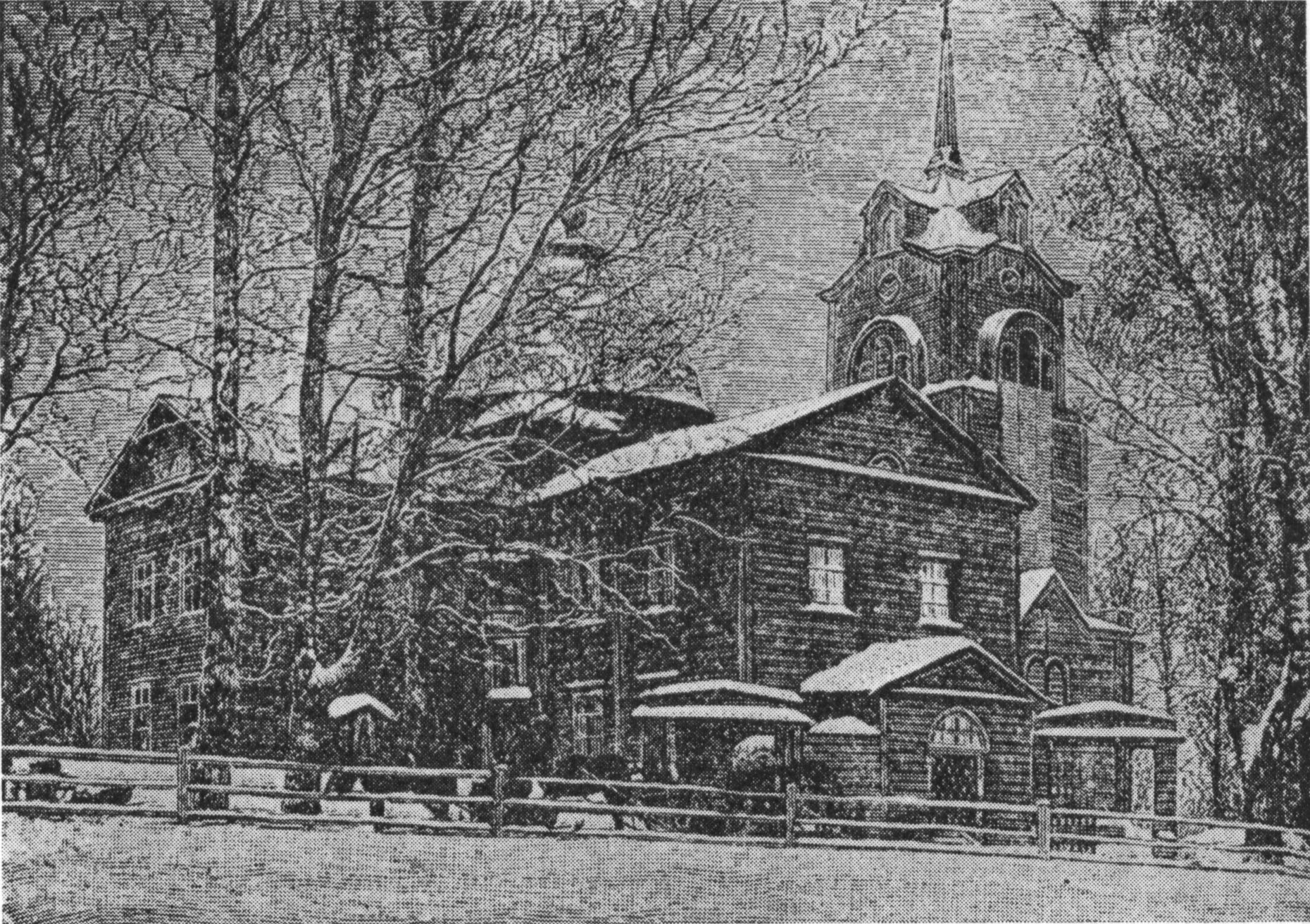
Старая Колтушская кирха святого Георгия. Гравюра начала XX века
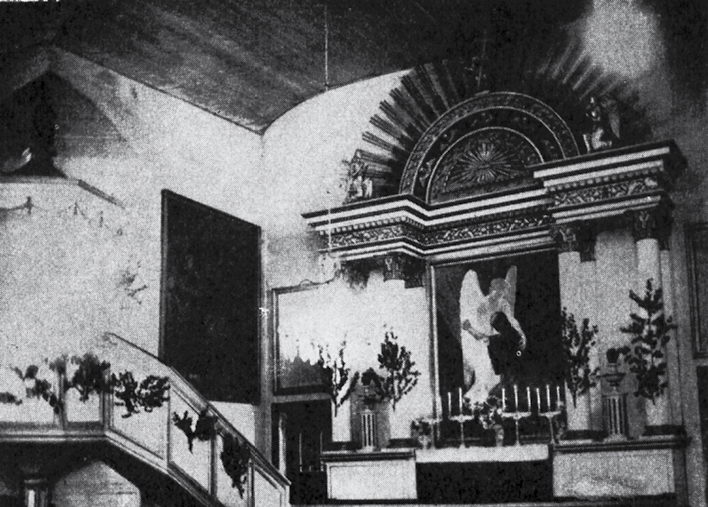
Интерьер старой Колтушской кирхи святого Георгия. Фото начала XX века
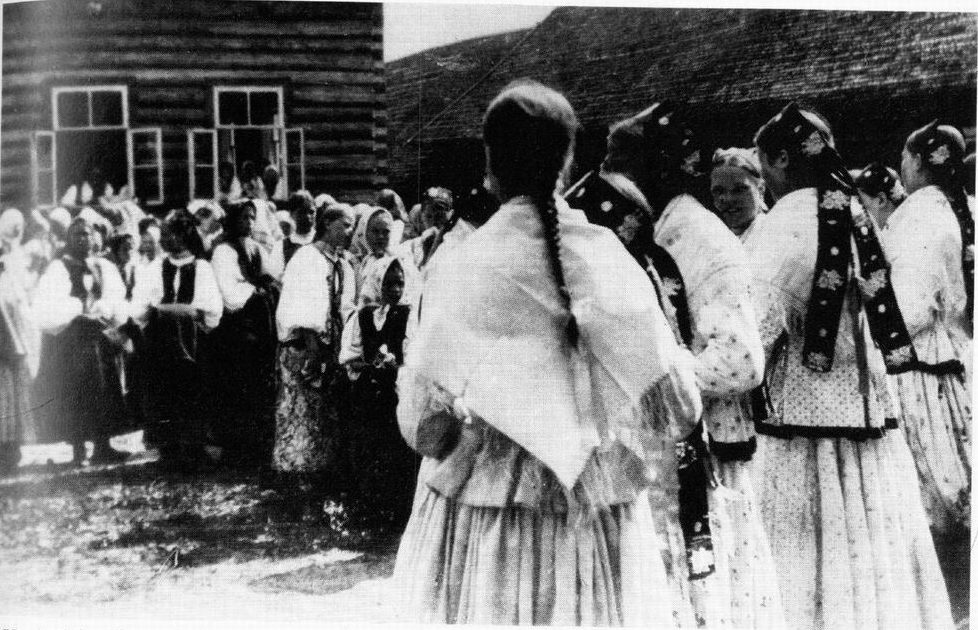
Обряд конфирмации в Колтушском пасторате. Фото 1902 года
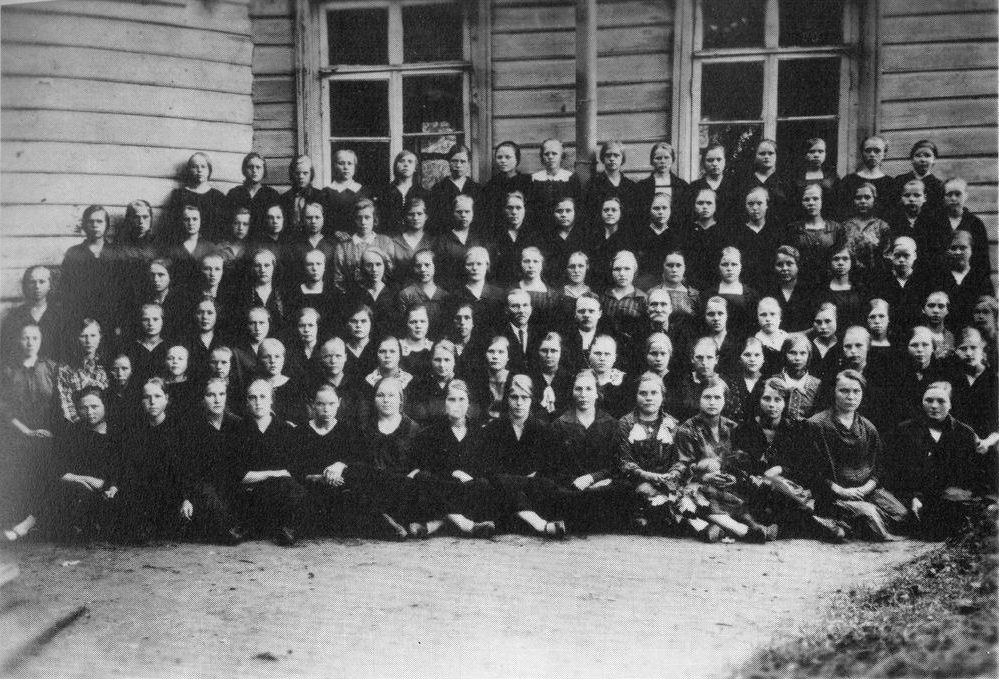
Колтушская церковно-приходская школа. В центре пастор С. Я. Лауриккала. 1929 год
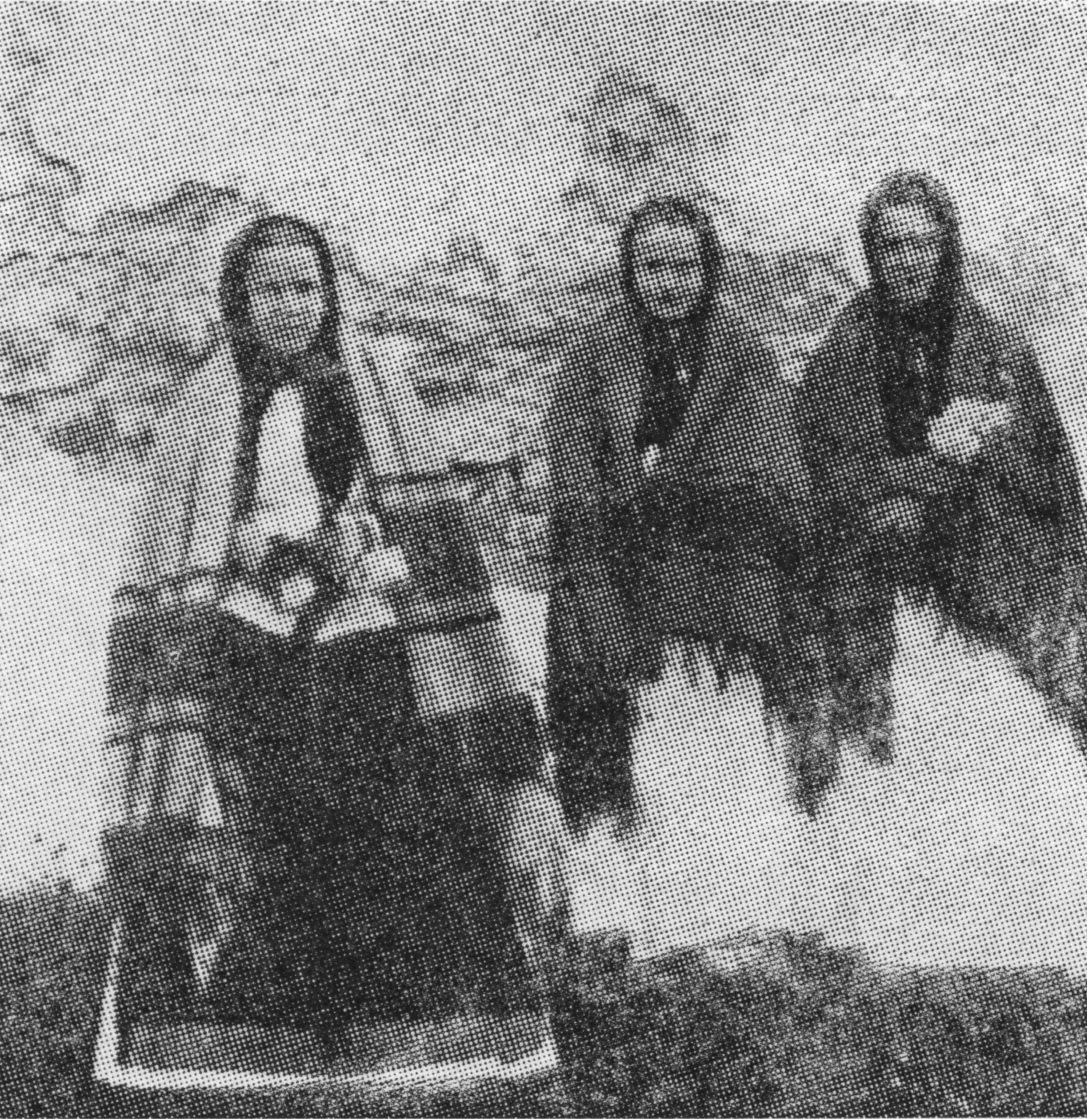
Ученицы Колтушской церковно-приходской школы. Конец 1870-х годов
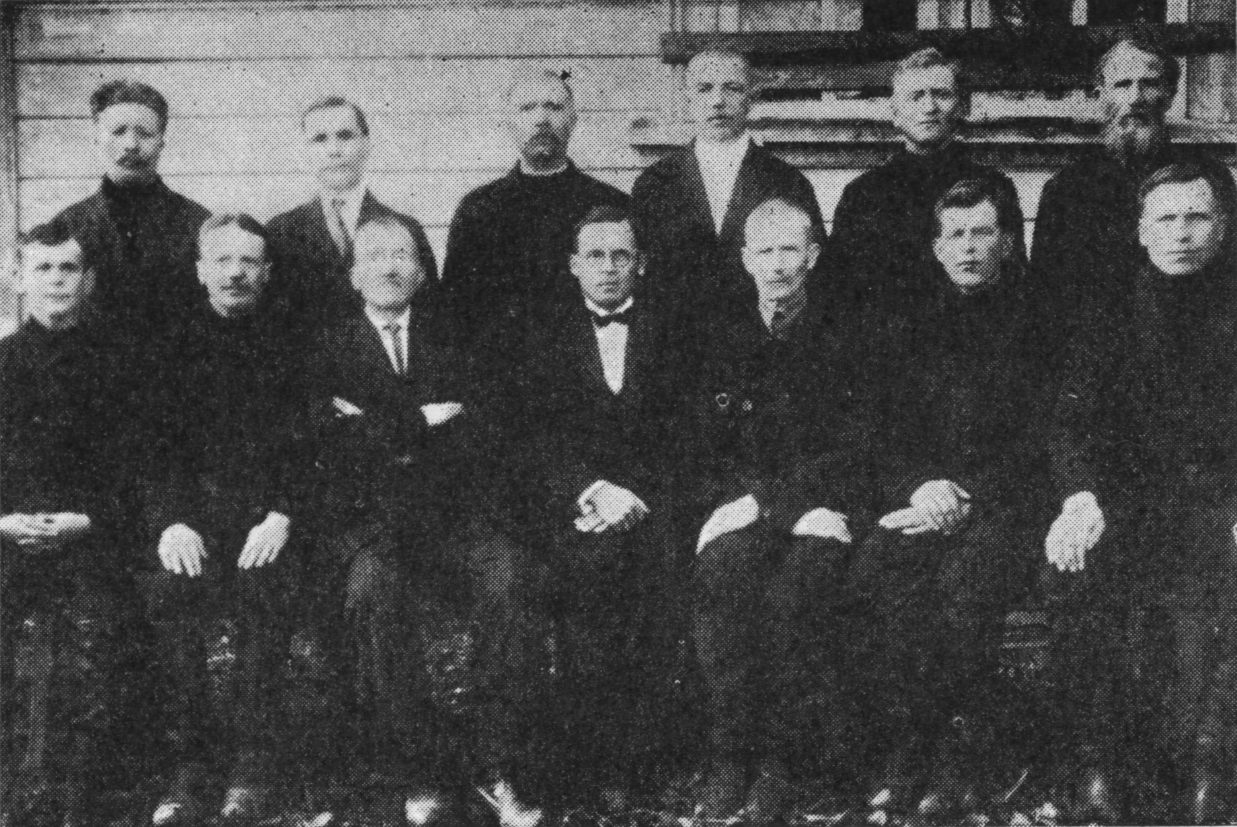
Церковный совет Колтушского лютеранского прихода. Фото 1935 года

## Современность
В начале 1990-х годов в деревне Колбино (ул. Церковная, д. 25) началось строительство нового каменного храма.
Новую кирху освятили 18 сентября 1992 года, также в честь Святого Георгия. Она стала первой финской лютеранской церковью построенной после революции на территории Ингерманландии.
На её территории открылся Теологический институт Церкви Ингрии им. С. Я. Лауриккалы.
В настоящее время она является новым центром Колтушского прихода ЕЛЦИ, входящего в Санкт-Петербургское пробство.

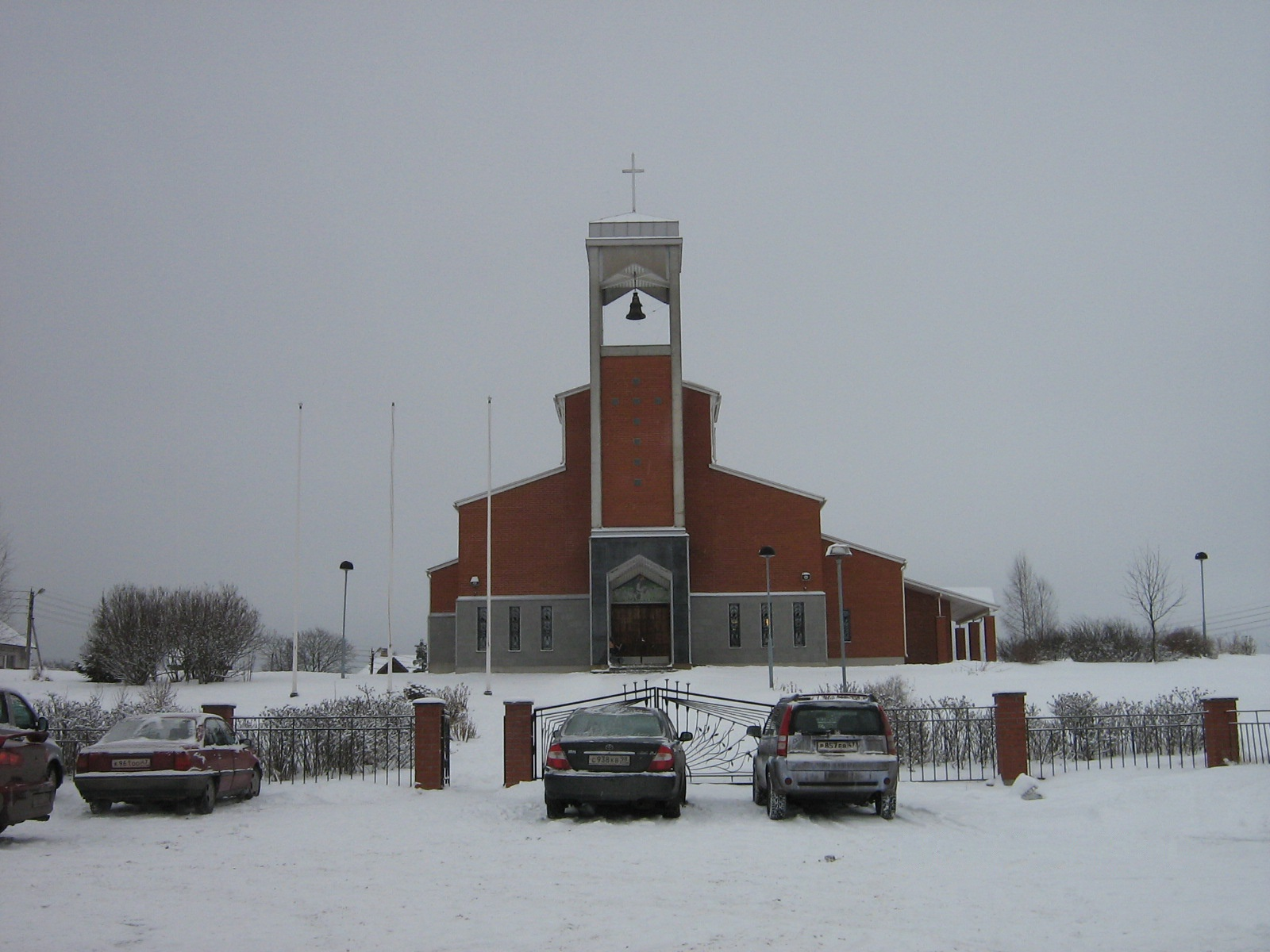
Здание современного храма. 2009 год
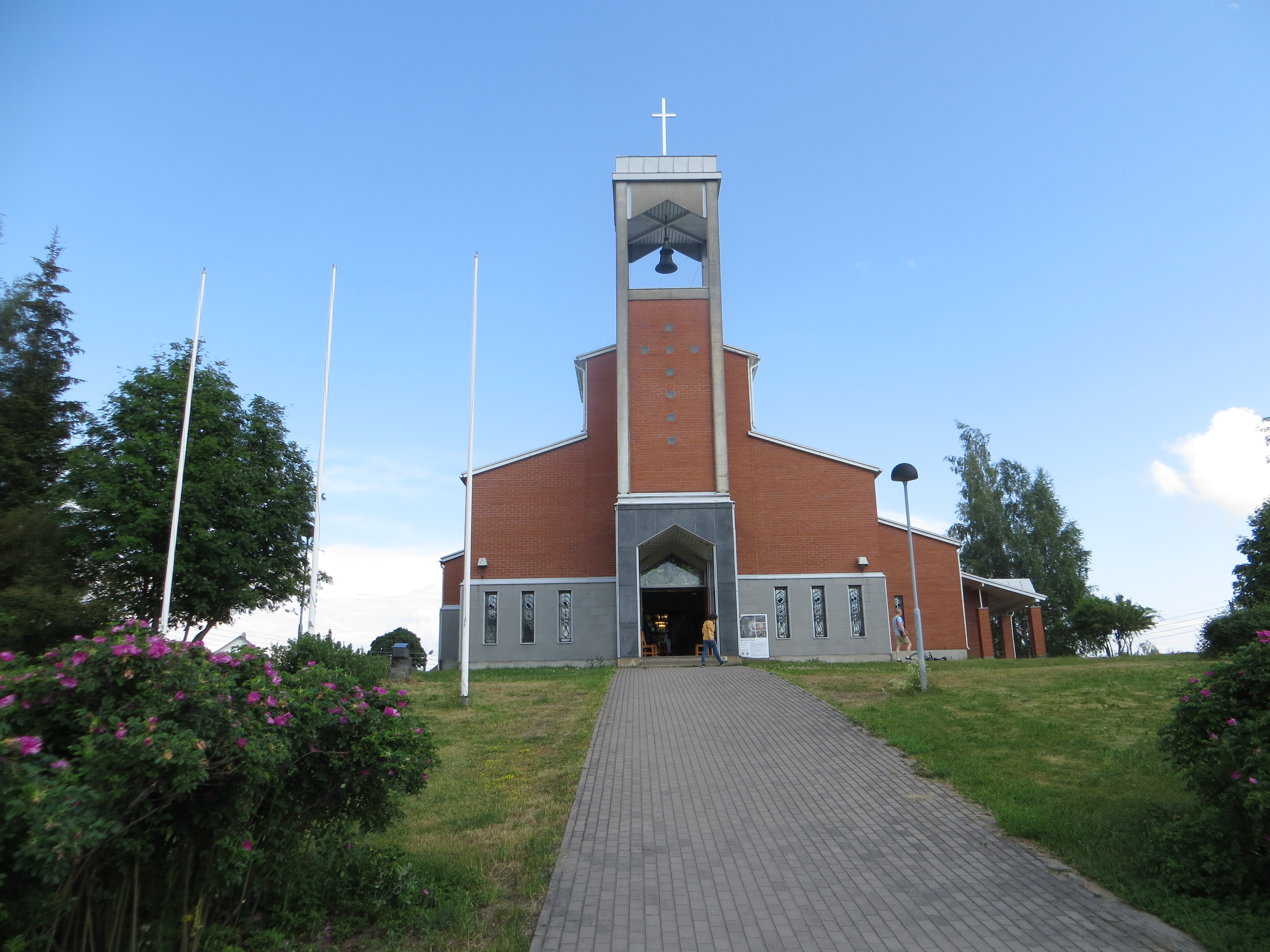
Здание современного храма. 2023 год